# Parafia Matki Bożej Nieustającej Pomocy w Tarnobrzegu
Parafia Matki Bożej Nieustającej Pomocy w Tarnobrzegu-Serbinowie – parafia rzymskokatolicka, należąca do diecezji sandomierskiej, w dekanacie Tarnobrzeg, zlokalizowana na tarnobrzeskim osiedlu Serbinów. 
Obszar parafii obejmuje osiedla Bogdanówka, Piastów, Wymysłów, Borów i Zwierzyniec. Główną świątynią jest kościół Matki Bożej Nieustającej Pomocy.
Według stanu na 2016 rok liczba wiernych wynosi ponad 14 tys.
W 1994 roku parafia przystąpiła do Ruchu ku Lepszemu Światu, w rezultacie czego duchowni parafialni realizują swoje zadania duszpasterskie według programu „Nowy Obraz Parafii”.

## Historia
W II połowie lat 70. XX wieku w wyniku rozwoju kopalni siarki, w Tarnobrzegu zbudowano kolejne osiedle, które nazwano Serbinów. W Tarnobrzegu była tylko jedna parafia dominikanów. 8 maja 1979 roku bp Ignacy Tokarczuk skierował ks. Michałowi Józefczykowi do powstającego osiedla Serbinów w celu zorganizowania ośrodka duszpasterskiego. Grunt na osiedlu Serbinów pod budowę nowego kościoła został zakupiony od Jana Szczytyńskiego (według danych diecezji sandomierskiej – od Kazimierza Szczytyńskiego). Materiały budowlane i konstrukcję z drewna wykonali parafianie z Lipnicy. 26 maja 1979 roku tymczasowy kościół drewniany został zmontowany, następnego dnia poświęcony przez bpa Ignacego Tokarczuka.
24 czerwca 1980 roku dekretem bpa Ignacego Tokarczuka została erygowana parafia z wydzielonego terytorium parafii Dominikanów.
Mimo represji na przełomie lat 70. i 80. XX wieku kontynuowano starania o budowę murowanego kościoła. W 1979 roku zorganizowano pierwsze nabożeństwo fatimskie.
Pozwolenie na budowę uzyskano w 1981 roku (według danych diecezji sandomierskiej – w kwietniu 1982 roku). 24 czerwca 1981 roku rozpoczęto budowę kościoła, według projektu arch. inż. Gerarda Pająka. W listopadzie 1982 roku wmurowano kamień węgielny, pochodzący z bazyliki św. Piotra w Rzymie i z Groty Objawień z Lourdes. 
Od 12 grudnia 1983 roku parafia przez sześć lat była siedzibą dekanatu Tarnobrzeg-Północ w diecezji przemyskiej. Status ten utraciła po erygowaniu parafii św. Barbary.
W 1987 roku tymczasowy kościółek rozebrano i przeniesiono do parafii św. Barbary, a 26 czerwca 1988 roku bp Ignacy Tokarczuk poświęcił nowy kościół. 25 marca 1992 roku na mocy bulli papieskiej Totus Tuus Poloniae Populus, parafia została przydzielona do diecezji sandomierskiej. 14 grudnia 1994 roku parafia została podzielona na siedem rejonów. W 1997 roku, w związku z rozwojem miasta, wydzielono z niej parafię Miłosierdzia Bożego. 23 maja 2004 roku bp Andrzej Dzięga dokonał konsekracji kościoła.
Proboszczowie parafii:
1979–2016. ks. prał. Michał Józefczyk.
2016– nadal ks. prał. dr Jan Biedroń.

## Terytorium parafii
Obszar parafii obejmuje osiedla Bogdanówka, Piastów, Wymysłów, Borów i Zwierzyniec. 
Parafia obejmuje 32 ulice (nazwy ulic według TERYT): Akacjowa, Bolesława Chrobrego, Bolesława Prusa, Bolesława Śmiałego, Borów, Brzozowa, Bukowa, Dąbrówki, Dębowa, Dr. Michała Marczaka, Elizy Orzeszkowej, Eugeniusza Kwiatkowskiego, Fabryczna, Grabowa, Henryka Sienkiewicza, Jana Matejki, Jaworowa, Jędrusiów, Kasztanowa, Klonowa, Konfederacji Dzikowskiej, Konstytucji 3 Maja, Królowej Jadwigi, Marii Dąbrowskiej, Modrzewiowa, Prof. Stanisława Tarnowskiego, Sandomierska (od numeru 68), Sztygarów, Topolowa, Władysława Łokietka, Wojciecha Kossaka, Zwierzyniecka.

## Filie, kaplice, kapliczki
W 1996 roku w parafii funkcjonował kościół filialny na Dzikowie. Gdy rok później na osiedlu erygowano parafię Miłosierdzia Bożego, jego status został zmieniony na kościół parafialny. Od 2009 roku na terenie Cmentarza Komunalnego w Sobowie działa kaplica pw. Wszystkich Świętych, w której odprawiane są msze. Kaplica ma 400-metrową powierzchnię podziemną.
Na osiedlu Borów zlokalizowane są 3 kapliczki: dwie w Lesie Zwierzyniec (w tym zabytkowa kapliczka św. Onufrego), jedna – przy ulicy Litewskiej. Po jednej kapliczce znajduje się przy ulicach Sandomierskiej i Królowej Jadwigi. Przy ulicy Sienkiewicza mieszczą się 4 kapliczki (w tym jedna z 1752 roku i jedna prywatna).

### Dom zakonny
W parafii w latach 1979–2017 funkcjonował dom zakonny służebniczek starowiejskich ze Zgromadzenia Sióstr Służebniczek Najświętszej Maryi Niepokalanie Poczętej federacji sióstr służebniczek starowiejskich.

### Inne miejsca kultu
Na terenie parafii zlokalizowanych jest 9 krzyży przydrożnych (w tym jeden kamienny z XIX wieku w parku przy pałacu Tarnowskich i jeden na drzewie przy ulicy Litewskiej), 4 figurki (w tym dwie na terenie hospicjum) oraz pomniki: ku czci dzieci nienarodzonych, Jerzego Popiełuszki, Jana Pawła II, Serca Bożego, Jezusa Chrystusa Zmartwychwstałego.

## Grupy parafialne
Na terenie parafii działają 3 bractwa religijne: Szkaplerza Świętego, Świętego Józefa, Wieczystej Adoracji oraz 48 wspólnot parafialnych (stan na 2016 rok), w tym: 3 kluby, 3 oazy, 2 chory (parafialny i młodzieżowy).

## Duszpasterstwo parafialne

### Program „Nowy Obraz Parafii”
W 1994 roku parafia przystąpiła do Ruchu ku Lepszemu Światu, w związku z czym został przyjęty program działalności duszpasterskiej „Nowy Obraz Parafii”, mający na celu pogłębienie życia duchowego wspólnoty parafian i zaangażowanie ich w prace społeczne. W ramach programu powstało wiele różnego rodzaju wspólnot oraz inicjatyw społeczno-kulturalnych. Od 1988 roku w parafii funkcjonuje Poradnia Rodzinna dla Narzeczonych i Małżeństw, od 2003 roku – Katolickie Centrum Wolontariatu, w którym udziela się młodzież szkół średnich. Od 1993 roku Stowarzyszenie „Kobiety wobec Przemocy Alkoholowej w Rodzinie” prowadzi świetlicę środowiskową i terapeutyczną dla dzieci i młodzieży (30 miejsc) oraz Punkt Konsultacyjny dla Kobiet Dotkniętych Przemocą i Problemem Alkoholowym, który działa we współpracy z parafialną grupą AA i AL – ANON, tarnobrzeskim bankiem żywności i Państwową Agencją Rozwiązywania Problemów Alkoholowych w Warszawie. Ponadto parafia wspiera następujące organizacje i zrzeszenia katolickie: rodzinny dom dziecka, apteka leków bezpłatnych, noclegownia dla bezdomnych (50 łóżek), biblioteka parafialna, Stowarzyszenie Rodzin Wielodzietnych, stacja Caritas, kluby: Akcji Katolickiej, Stowarzyszenia Rodzin Katolickich, Honorowych Dawców Krwi, Zespół Teatralny „Dwunastka”, Parafialny Klub Sportowy „Wspólnota”, Młodzieżowa Grupa Taneczna Tańców Ludowych, zespoły pieśni i tańca „Lasowiacy” i „Dzikowianie”, orkiestra dęta itd. Od 2009 roku przy parafii utworzono okno życia.
Od 1996 roku w parafii działało hospicjum domowe. W 2001 roku przy kościele powstało Hospicjum im. Świętego o. Pio (10 łóżek), rozbudowane rok później o oddział przy ul. Dąbrówki (30 łóżek) z dodatkowym oddziałem psychiatrycznym.

### Oświata
Parafia prowadzi Niepubliczny Żłobek „Nazaret” oraz przedszkole, które rozpoczęło działalność od września 1985 roku jako Niepubliczne Przedszkole Ochronka św. Józefa. Prowadziły je pracujące przy parafii służebniczki starowiejskie. Od września 2011 roku placówka działa pod nazwą Katolickie Przedszkole im. św. Józefa w Tarnobrzegu i mieści się w dwóch budynkach.
16 października 2007 roku powołano Katolickie Stowarzyszenie Oświatowe im. bł. Edmunda Bojanowskiego w Tarnobrzegu, którego inicjatorami byli proboszcz Michał Józefczyk i Janusz Czapla, powołany na przewodniczącego organizacji. Stowarzyszenie miało za zadanie wspierać parafię w utworzeniu Zespołu Szkół Katolickich im. Jana Pawła II w Tarnobrzegu. 15 września 2008 roku w zespole otworzono szkołę podstawową i gimnazjum, a od września 2012 roku w budynku gimnazjum rozpoczęło działalność także liceum. Placówki są zarządzane przez parafię.

### Media parafialne
W parafii wydawany jest miesięcznik „Serbinowskie Dzwony” (od 1992 roku, nakład 250 egz.), tygodnik „Nieustająca Pomoc” z programem liturgii i ogłoszeniami parafialnymi, nieregularnik Ruchu dla Lepszego Świata „Otwarte Serca”. Z parafii całodobowo jest transmitowany obraz i dźwięk kościoła w sieci kablowej Tarnobrzega oraz w Internecie na stronie Parafii Serbinów. Działalność Kanału Telewizyjnego Katolickiej Telewizji Serbinów od 2015 roku wspiera Stowarzyszenie „Katolicka Telewizja Serbinów”.